# ألاكورتي
ألاكورتي (بالروسية: Алакуртти) هي مدينة في مقاطعة مورمانسك أوبلاست في روسيا.
يبلغ عدد سكانها حوالي 6352 نسمة.